# Jean-François Ducay
Jean-François Ducay, né le 22 juin 1979 à Brive-la-Gaillarde, est un pongiste handisport français. Il a subi un accident  qui l'a paralysé à ses 15 ans.
Quatrième aux Jeux paralympiques d'été de 2008 à Pékin, il est médaillé d'argent paralympique en 2012 à Londres en classe 1 et champion paralympique par équipe en 2016 à Rio en classes 1-2 avec Fabien Lamirault et Stéphane Molliens.

## Distinctions
- Chevalier de la Légion d'honneur le 1er décembre 2016[5] grâce à Lana Chouffour